# Željeznički kolodvor
Željeznički kolodvor je službeno mjesto na pruzi s najmanje jednom skretnicom iz kojega se izravno ili daljinski regulira promet vlakova i u kojemu vlak otpočinje ili završava vožnju, ili se zaustavlja, ili prolazi bez zaustavljanja. U kolodvoru se može obavljati ulazak i izlazak putnika te utovar i istovar robe.
Prema zadaći u reguliranju prometa postoje:
- rasporedni kolodvor,
- ranžirni kolodvor,
- međukolodvor,
- odvojni kolodvor,
- kolodvor prelaska s dvokolosiječne na jednokolosiječnu prugu,
- granični kolodvor.

## Željeznička postaja
Željeznička postaja je manji željeznički kolodvor.

## Željezničko stajalište
Željezničko stajalište je službeno mjesto na pruzi u kojemu se vlakovi za prijevoz putnika zaustavljaju sukladno voznom redu samo radi ulaska i izlaska putnika, a u kojemu vlak za prijevoz putnika može početi ili završiti vožnju.

## Vanjske poveznice
- Željeznički kolodvor Hrvatska tehnička enciklopedija, portal hrvatske tehničke baštine. LZMK